# Mycteroperca acutirostris
La cherna peineta, cuna negra o bonaci rojo (Mycteroperca acutirostris) es una especie de pez serránido de interés pesquero del Atlántico occidental.

## Descripción
Cuerpo oblongo, comprimido, la profundidad contenida de 2.7 a 3.2 veces la longitud estándar (LE) y longitud de la cabeza de 2.5 a 2.7 veces en LE. Ancho maxilar 4.4 a 5.8% de LE. Área interorbital convexa; preopérculo angular, con el ángulo agrandado, formando un lóbulo débil; fosas nasales en tamaños similares. Branquiespinas en el primer arco 16 a 20 en la parte superior y 32 a 36 en la parte inferior. Aleta dorsal con 11 espinas y 15 a 17 radios blandos, membranas interespinosas indentadas, el margen de la aleta posterior redondeado; aleta anal con 3 espinas y 10 a 12 radios blandos, margen de la aleta claramente puntiagudo en adultos; radios de la aleta pectoral 15 a 17. Escamas de la línea lateral 67 a 77; escamas laterales de 85 a 106. El color del cuerpo y cabeza es marrón grisáceo cubierto con manchas y manchas blancas irregulares; 3 o 4 rayas marrones oscuras que se irradian hacia atrás desde el ojo y continúan a lo largo de la mitad ventral del cuerpo en forma de rayas oscuras onduladas; otra franja de color marrón oscuro que continúa hacia atrás desde el maxilar hasta el borde del preopérculo; aletas medianas más oscuras que el cuerpo y también con manchas y rayas blancas; juveniles de menos de 15 cm con una pequeña faja negra en el pedúnculo caudal; adultos grandes en su mayoría grisáceos. Tamaño máximo 80 cm y peso alrededor de 4 kg.

## Ecología
Se distribuye desde el noroeste del Golfo de México (donde es raro), a Cuba, Jamaica, Islas Vírgenes e Islas de Sotavento, y de Panamá al sur de Brasil, con una distribución discontinua, pues está ausente del centro de Brasil y la mayor parte del Caribe. Los juveniles pueden encontrarse alrededor de objetos flotantes, en praderas marinas, manglares y en aguas poco profundas entre corales blandos y arrecifes de coral, mientras que los adultos se encuentran en fondos rocosos con alto relieve. Pueden formar grupos de docenas de individuos. Se sabe que consumen sardinas y calamares y también zooplancton.

## Reproducción
Es una especie de crecimiento lento, dónde ejemplares de 2 kg aún son inmaduros. En Brasil desovan entre septiembre y diciembre durante la primavera austral.

## Conservación y pesquería

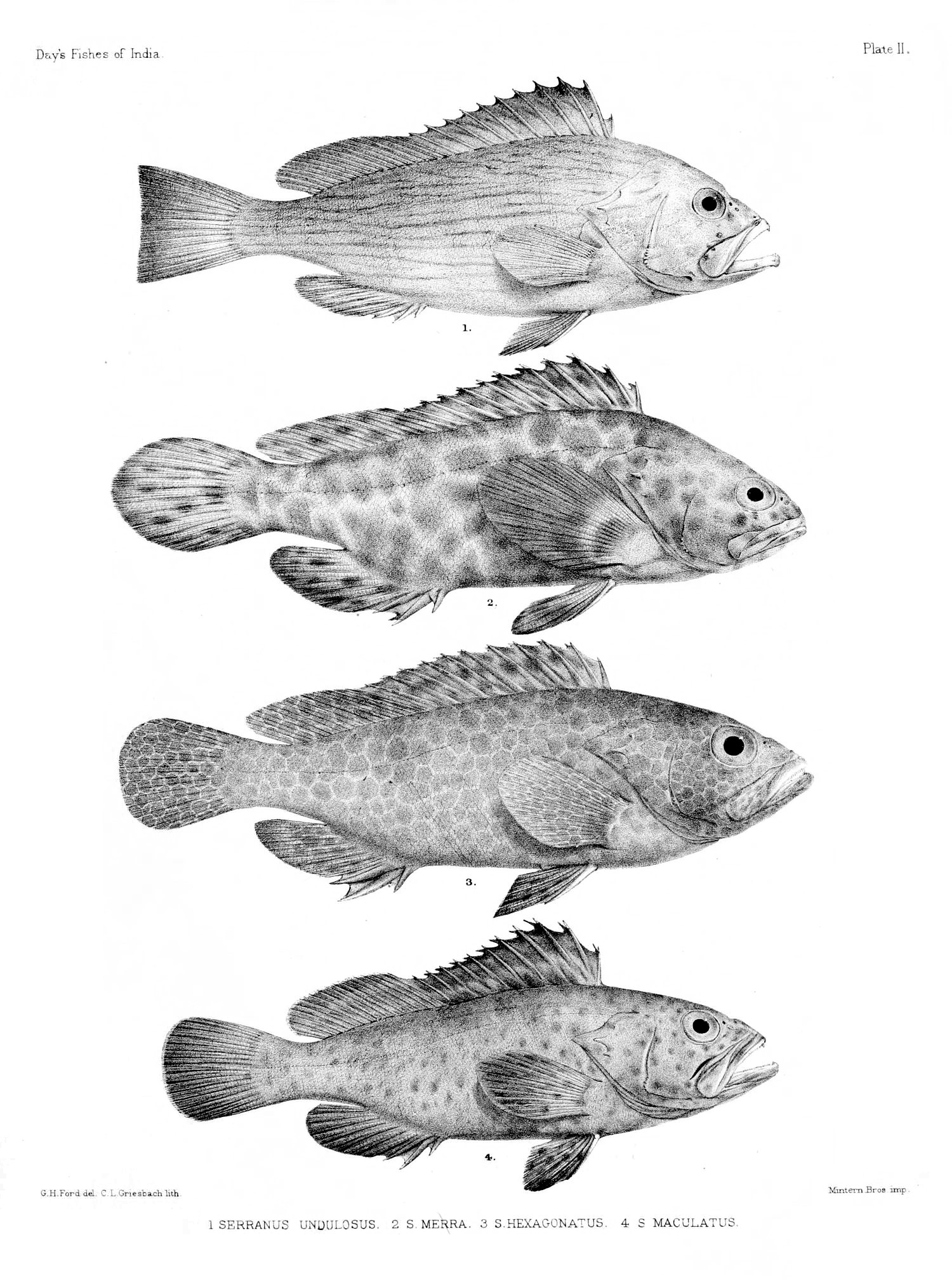
1 – Serranus undulosus (=Mycteroperca acutirostris), 2 – Serranus merra (=Epinephelus merra), 3 – Serranus hexagonatus (=Epinephelus hexagonatus), 4 – Serranus maculatus (=Epinephelus maculatus).

Es una especie importante es la pesca artesanal y recreativa. En Venezuela es la principal especie de mero capturada; mientras que en el sur de Brasil es un pez popular de la pesca deportiva, tanto por arpón como por caña, con talla mínima de captura  de 23 cm, y dónde a pesar de ser común está expuesto a una fuerte presión de pesca, presentando densidades de 0.035 individuos/m² en arrecifes rocosos.